# Reducens
Reducens je tvar koja otpušta elektrone.
Redoks-reakcije su reakcije u kojima dolazi do prijenosa elektrona i promjene oksidacijskog broja određenog atoma u oksidansu i reducensu. Metali su reducensi, a elementi s većim oksidacijskim brojem su jaci reducensi jer u reakcija reagiraju s jačim oksidansima ili više slabijih oksidansa. Najjači reducensi su metali d-bloka, iako to i nije uvijek pravilo.